# Блестяща нектарница
Блестяща нектарница (Cinnyris habessinicus) е вид птица от семейство Нектарникови (Nectariniidae).

## Разпространение
Видът е разпространен в Джибути, Египет, Еритрея, Етиопия, Кения, Оман, Саудитска Арабия, Сомалия, Судан, Уганда и Йемен.